# Maurice Vellacott
Maurice Vellacott (né le 29 septembre 1955 à Wadena, Saskatchewan) est un homme politique canadien.

## Biographie
Il a été député à la Chambre des communes du Canada, représentant la circonscription saskatchewanaise de Saskatoon—Wanuskewin sous la bannière du Parti conservateur du Canada. Conservateur social, Vellacott est membre du « Caucus Pro-Vie » contre l'avortement, qui comprend des députés de différents partis. Il propose d'utiliser une clause dérogatoire afin de se soustraire au jugement de la Cour Suprême du Canada en ce qui a trait à la légalisation de l'aide médicale à mourir.
Il ne s'est pas représenté aux élections générales de 2015.